# Ernst J. Grube
Ernst J. Grube (* 9. Mai 1932 in Kufstein, Österreich; † 12. Juni 2011 in London) war ein deutscher Kunsthistoriker, spezialisiert auf islamische Kunst.

## Leben
Ernst Grubes deutsche Eltern zogen mit ihm nach Berlin, wo er das Schiller-Gymnasium besuchte. Er studierte an der Freien Universität Berlin, wo er 1955 promoviert wurde. Nach seinem Studium war er zunächst in der Bibliothek der Berliner Museen tätig und 1956/57 Assistent von Ernst Kühnel am Westberliner Teil des Museums für Islamische Kunst der Staatlichen Museen zu Berlin. In jenen Jahren erwachte sein Interesse an der islamischen Kunst, die in sein weiteres Leben begleitete. 1958 wechselte er zunächst als Stipendiat an das Metropolitan Museum of Art in New York, das von James Rorimer geleitet wurde. Ab 1962 war Grube der erste Kurator der islamischen Sammlung am Metropolitan Museum of Art. In den folgenden Jahren war er am Ausbau der islamischen Sammlung maßgeblich beteiligt. 1968 wurde er Hochschullehrer am Hunter College an der City University of New York. 1972 zog er nach Italien und unterrichtete an der Universität Padua und am Istituto Universitario Orientale in Neapel. Von 1977 bis 1988 lehrte er als Professor an der Universität Venedig, anschließend lebte er in London.
In erster Ehe war Grube ab 1958 mit Alberta Maria Fabris verheiratet, in zweiter Ehe heiratete er die auf persische Malerei spezialisierte Kunsthistorikerin Eleanor Sims. Mit dieser gab er die Zeitschrift Islamic Art. Studies on the Art and Culture of the Muslim World (1, 1981–6, 2009) heraus.

## Veröffentlichungen (Auswahl)
- Untersuchungen über den Quellenwert bildkünstlerischer Darstellungen für die Erforschung des mittelalterlichen Theaters. Dissertation Berlin 1955.
  - publiziert: Die abendländisch-christliche Kunst des Mittelalters und das geistliche Schauspiel der Kirche. Eine kritische Untersuchung der theaterwissenschaftlichen Quellenforschung. In: Maske und Kothurn. Band 3, 1957, S. 22–59.
- Muslim Miniature Paintings from the XIII to XIX Century from Collections in the United States and Canada. Neri Pozza Editore, Venedig 1962.
  - italienisch: Miniature islamiche dal XIII al XIX secolo da collezioni americane. Catalogo della mostra. Neri Pozza Editore, Venedig 1962.
- The World of Islam. Hamlyn, London 1966.
  - deutsch: Welt des Islam. Architektur, Keramik, Malerei, Teppiche, Metallarbeiten, Schnitzkunst. Bertelsmann, Gütersloh 1968.
- The Classical Style in Islamic Painting. The early school of Herat and its impact on Islamic Painting of the later 15th, the 16th and 17th centuries; some examples in American collections. Ed. Oriens, Venedig 1968.
- Islamic Pottery of the Eighth to the Fifteenth Century in the Keir Collection. Faber and Faber, London 1976, ISBN 0-571-09953-X.
- What is Islamic Architecture? In: George Mitchell (Hrsg.): Architecture of the Islamic World. Its History and Social Meaning. Thames & Hudson, London 1984, S. 10–14 (Digitalisat).
- A Mirror for Princes from India: Illustrated Versions of the Kalilah Wa Dimnah, Anvar-I Suhayli, Iyar-I Danish, and Humayun Nameh. Marg Publications, Bombay 1992.
- Cobalt and lustre. The first centuries of Islamic pottery. Nour Foundation in association with Azimuth Editions and Oxford University Press, London 1994.
- mit Eleanor Sims und Boris Marshak: Peerless images. Persian painting and its sources. Yale University Press, New Haven 2002
- mit Jeremy Johns: The painted ceilings of the Cappella Palatina (= Islamic Art. Supplement 1). Saffron Books, London 2005, ISBN 978-1-872843-81-0.

Aufsatzsammlungen
- Studies in Islamic Painting. Pindar Press, London 1995, ISBN 0-907132-62-6.
- Studies in the Decorative Arts of the Muslim World. Pindar Press, London 2024, ISBN 978-0-907132-79-0.